# 1808 в Україні

## Особи

### Народились
- 13 січня, Скальковський Аполлон Олександрович (1808—1899) — історик, архівіст та статистик Російської імперії польського походження.
- 12 листопада, Бодянський Осип Максимович (1808—1877) — український філолог-славіст, історик, фольклорист, перекладач, видавець, письменник, член-кореспондент Петербурзької Академії наук.
- Андрійчук Теодор (1808—1876) — український громадський діяч. 1861—1867 — посол Галицького сейму.
- Забіла Віктор Миколайович (1808—1869) — український поет-романтик.
- Редькін Петро Григорович (1808—1981) — філософ права і педагог, геґельянець, видатний представник лібералізму.
- Савич Микола Іванович (1808—1892) — громадський діяч і журналіст Російської імперії. Учасник російсько-турецької війни 1828—1829 років. Член Кирило-Методіївського товариства й Імператорського Одеського товариства історії і старожитностей.
- Володимир (Терлецький) (1808—1888) — церковно-громадський діяч і публіцист.

### Померли
- 8 березня, Віктор Старожинський (1740—1808) — український церковний діяч, священик-василіянин, педагог, протоігумен провінції Найсвятішого Спасителя (1785—1797), архимандрит Жовківського монастиря у 1797—1808 роках.
- 10 квітня, Карл Генріх Нассау-Зіген (1743—1808) — принц німецької католицької герцогської лінії Зіген, російський адмірал, дипломат, мандрівник.
- 5 липня, Станіслав Ґжембський (1761—1808) — польський правник, граф, ректор Львівського університету в 1797—1798 роках.
- 14 липня, Ведель Артем Лук'янович (1767—1808) — український композитор, диригент, співак, скрипаль.
- Інокентій Ставицький (1761—1808) — професор філософії та префект Києво-Могилянської академії. Ректор Подільської духовної семінарії.

## Засновані, створені
- Старообрядне кладовище (Київ)
- Ливарня дзвонів
- Одеський комерційний суд
- Полтавський вільний театр
- Грецький Свято-Троїцький собор (Одеса)
- Спасо-Преображенський собор (Одеса)
- Церква Вознесіння Господнього (Вознесенське)
- Вознесенська церква (Великий Бобрик)
- Храм Всіх Святих (Херсон)
- Возсіятське
- Ірміно
- Людвиківка (Галицький район)
- Нове (Щербанська сільська рада)
- Новосільці (Роздільнянський район)
- Щербанка